# Mistrovství Evropy ve fotbale hráčů do 17 let

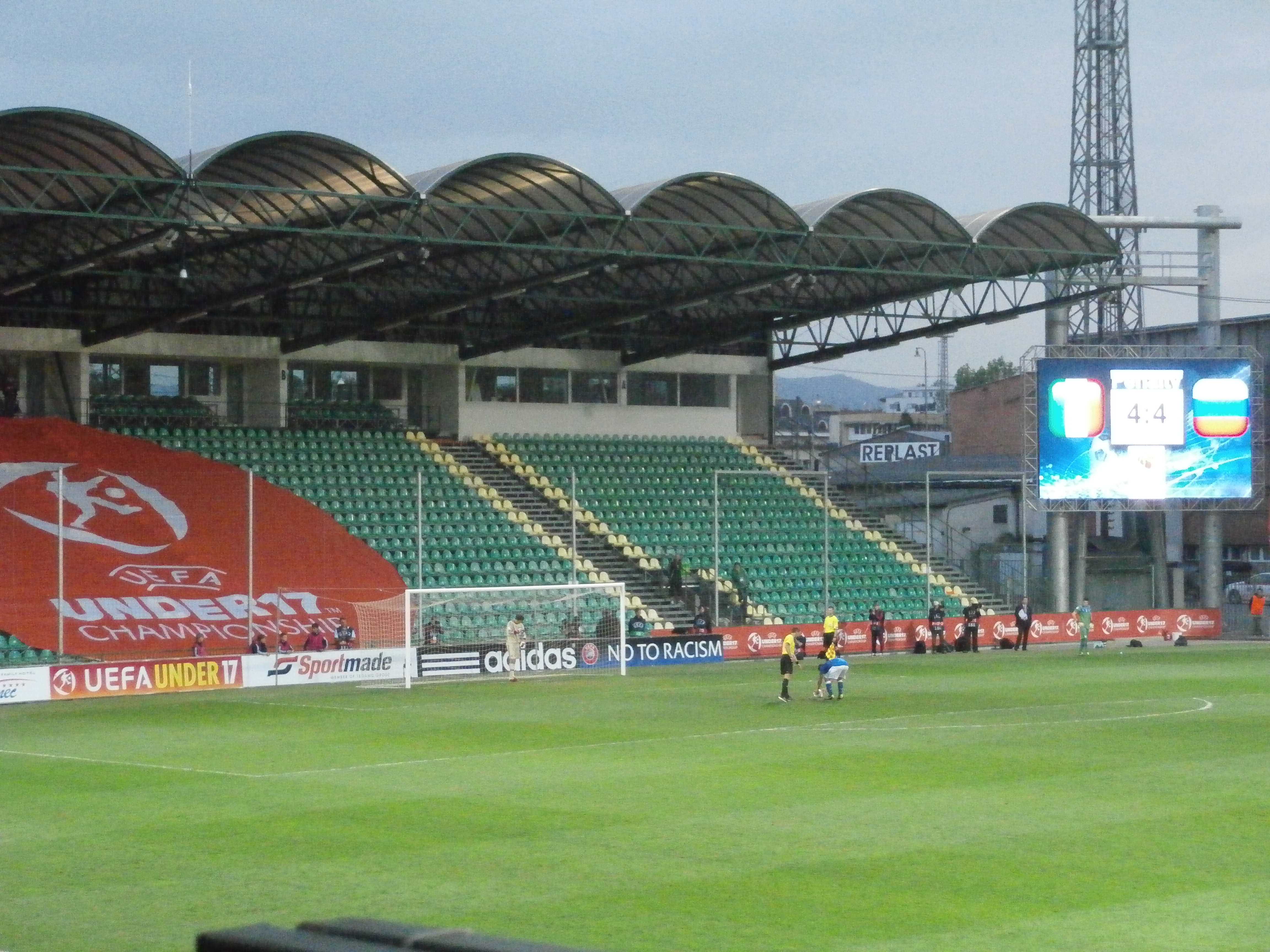
UEFA mistrovství Evropy 2013 ve fotbale hráčů pod 17 let finálový zápas

Mistrovství Evropy ve fotbale hráčů do 17 let je turnajem, který každoročně pořádá organizace UEFA. Mimo určení evropského mistra do 17 let slouží tento finálový turnaj v lichých letech jako kvalifikace na mistrovství světa ve fotbale hráčů do 17 let. Do roku 2001 byl turnaj určen hráčům do 16 let.

## Výsledky jednotlivých ročníků

### Mistrovství Evropy ve fotbale hráčů do 16 let
| Rok          | Pořadatel        |                       | Finále                       | Finále        | Finále         |                | O třetí místo | O třetí místo | O třetí místo |
| Rok          | Pořadatel        | Vítěz                 | Skóre                        | 2. místo      | 3. místo       | Skóre          | 4. místo      |               |               |
| 1982 Detaily | Itálie           | Itálie                | 1:0                          | SRN           | Jugoslávie     | 0:0 (4:2 pen.) | Finsko        |               |               |
| 1984 Detaily | Západní Německo  | SRN                   | 2:0                          | Sovětský svaz | Anglie         | 1:0            | Jugoslávie    |               |               |
| 1985 Detaily | Maďarsko         | Sovětský svaz         | 4:0                          | Řecko         | Španělsko      | 1:0            | NDR           |               |               |
| 1986 Detaily | Řecko            | Španělsko             | 2:1                          | Itálie        | Sovětský svaz  | 1:1 (9:8 pen.) | NDR           |               |               |
| 1987 Detaily | Francie          | Itálie titul neudělen | (původně 1:0) 0:3 kontumačně | Sovětský svaz | Francie        | 3:0            | Turecko       |               |               |
| 1988 Detaily | Španělsko        | Španělsko             | 0:0 (4:2 pen.)               | Portugalsko   | NDR            | 0:0 (5:4 pen.) | SRN           |               |               |
| 1989 Detaily | Dánsko           | Portugalsko           | 4:1                          | NDR           | Francie        | 3:2            | Španělsko     |               |               |
| 1990 Detaily | Východní Německo | Československo        | 3:2 prodl.                   | Jugoslávie    | Polsko         | 3:2            | Portugalsko   |               |               |
| 1991 Detaily | Švýcarsko        | Španělsko             | 2:0                          | Německo       | Řecko          | 1:1 (5:4 pen.) | Francie       |               |               |
| 1992 Detaily | Kypr             | Německo               | 2:1                          | Španělsko     | Itálie         | 1:0            | Portugalsko   |               |               |
| 1993 Detaily | Turecko          | Polsko                | 1:0                          | Itálie        | Československo | 2:1            | Francie       |               |               |
| 1994 Detaily | Irsko            | Turecko               | 1:0                          | Dánsko        | Ukrajina       | 2:0            | Rakousko      |               |               |
| 1995 Detaily | Belgie           | Portugalsko           | 2:0                          | Španělsko     | Německo        | 2:1 prodl.     | Francie       |               |               |
| 1996 Detaily | Rakousko         | Portugalsko           | 1:0                          | Francie       | Izrael         | 3:2            | Řecko         |               |               |
| 1997 Detaily | Německo          | Španělsko             | 0:0 (5:4 pen.)               | Rakousko      | Německo        | 3:1            | Švýcarsko     |               |               |
| 1998 Detaily | Skotsko          | Irsko                 | 2:1                          | Itálie        | Španělsko      | 2:1            | Portugalsko   |               |               |
| 1999 Detaily | Česko            | Španělsko             | 4:1                          | Polsko        | Německo        | 2:1            | Česko         |               |               |
| 2000 Detaily | Izrael           | Portugalsko           | 2:1 zlatý gól                | Česko         | Nizozemsko     | 5:0            | Řecko         |               |               |
| 2001 Detaily | Anglie           | Španělsko             | 1:0                          | Francie       | Chorvatsko     | 4:1            | Anglie        |               |               |

### Mistrovství Evropy ve fotbale hráčů do 17 let
| Rok          | Pořadatel       |                                  | Finále                           | Finále                           | Finále                           |                                  | O třetí místo                    | O třetí místo                    | O třetí místo |
| Rok          | Pořadatel       | Vítěz                            | Skóre                            | 2. místo                         | 3. místo                         | Skóre                            | 4. místo                         |                                  |               |
| 2002 Detaily | Dánsko          | Švýcarsko                        | 0:0 (4:2 pen.)                   | Francie                          | Anglie                           | 4:1                              | Španělsko                        |                                  |               |
| 2003 Detaily | Portugalsko     | Portugalsko                      | 2:1                              | Španělsko                        | Rakousko                         | 1:0                              | Anglie                           |                                  |               |
| 2004 Detaily | Francie         | Francie                          | 2:1                              | Španělsko                        | Portugalsko                      | 4:4 (3:2 pen.)                   | Anglie                           |                                  |               |
| 2005 Detaily | Itálie          | Turecko                          | 2:0                              | Nizozemsko                       | Itálie                           | 2:1 prodl.                       | Chorvatsko                       |                                  |               |
| 2006 Detaily | Lucembursko     | Rusko                            | 2:2 (5:3 pen.)                   | Česko                            | Španělsko                        | 1:1 (3:2 pen.)                   | Německo                          |                                  |               |
| Rok          | Hostitel        | Finále                           | Finále                           | Finále                           | Poražení semifinalisté           | Poražení semifinalisté           | Poražení semifinalisté           |                                  |               |
| Rok          | Hostitel        | Vítěz                            | Skóre                            | 2. místo                         | Poražení semifinalisté           | Poražení semifinalisté           | Poražení semifinalisté           |                                  |               |
| 2007 Detaily | Belgie          | Španělsko                        | 1:0                              | Anglie                           | Belgie a Francie                 | Belgie a Francie                 | Belgie a Francie                 |                                  |               |
| 2008 Detaily | Turecko         | Španělsko                        | 4:0                              | Francie                          | Nizozemsko a Turecko             | Nizozemsko a Turecko             | Nizozemsko a Turecko             |                                  |               |
| 2009 Detaily | Německo         | Německo                          | 2:1 prodl.                       | Nizozemsko                       | Itálie a Švýcarsko               | Itálie a Švýcarsko               | Itálie a Švýcarsko               |                                  |               |
| 2010 Detaily | Lichtenštejnsko | Anglie                           | 2:1                              | Španělsko                        | Francie a Turecko                | Francie a Turecko                | Francie a Turecko                |                                  |               |
| 2011 Detaily | Srbsko          | Nizozemsko                       | 5:2                              | Německo                          | Dánsko a Anglie                  | Dánsko a Anglie                  | Dánsko a Anglie                  |                                  |               |
| 2012 Detaily | Slovinsko       | Nizozemsko                       | 1:1 (5:4 pen.)                   | Německo                          | Gruzie a Polsko                  | Gruzie a Polsko                  | Gruzie a Polsko                  |                                  |               |
| 2013 Detaily | Slovensko       | Rusko                            | 0:0 (5:4 pen.)                   | Itálie                           | Slovensko a Švédsko              | Slovensko a Švédsko              | Slovensko a Švédsko              |                                  |               |
| 2014 Detaily | Malta           | Anglie                           | 1:1 (4:1 pen.)                   | Nizozemsko                       | Portugalsko a Skotsko            | Portugalsko a Skotsko            | Portugalsko a Skotsko            |                                  |               |
| 2015 Detaily | Bulharsko       | Francie                          | 4:1                              | Německo                          | Belgie a Rusko                   | Belgie a Rusko                   | Belgie a Rusko                   |                                  |               |
| 2016 Detaily | Ázerbájdžán     | Portugalsko                      | 1:1 (5:4 pen.)                   | Španělsko                        | Německo a Nizozemsko             | Německo a Nizozemsko             | Německo a Nizozemsko             |                                  |               |
| 2017 Detaily | Chorvatsko      | Španělsko                        | 2:2 (4:1 pen.)                   | Anglie                           | Německo a Turecko                | Německo a Turecko                | Německo a Turecko                |                                  |               |
| 2018 Detaily | Anglie          | Nizozemsko                       | 2:2 (4:1 pen.)                   | Itálie                           | Belgie a Anglie                  | Belgie a Anglie                  | Belgie a Anglie                  |                                  |               |
| 2019 Detaily | Irsko           | Nizozemsko                       | 4:2                              | Itálie                           | Francie a Španělsko              | Francie a Španělsko              | Francie a Španělsko              |                                  |               |
| 2020 Detaily | Estonsko        | Zrušeno kvůli pandemii covidu-19 | Zrušeno kvůli pandemii covidu-19 | Zrušeno kvůli pandemii covidu-19 | Zrušeno kvůli pandemii covidu-19 | Zrušeno kvůli pandemii covidu-19 | Zrušeno kvůli pandemii covidu-19 | Zrušeno kvůli pandemii covidu-19 |               |
| 2021 Detaily | Kypr            | Zrušeno kvůli pandemii covidu-19 | Zrušeno kvůli pandemii covidu-19 | Zrušeno kvůli pandemii covidu-19 | Zrušeno kvůli pandemii covidu-19 | Zrušeno kvůli pandemii covidu-19 | Zrušeno kvůli pandemii covidu-19 | Zrušeno kvůli pandemii covidu-19 |               |
| 2022 Detaily | Izrael          | Francie                          | 2:1                              | Nizozemsko                       |                                  | Portugalsko a Srbsko             | Portugalsko a Srbsko             | Portugalsko a Srbsko             |               |
| 2023 Detaily | Maďarsko        | Německo                          | 0:0 (5:4 pen.)                   | Francie                          | Polsko a Španělsko               | Polsko a Španělsko               | Polsko a Španělsko               |                                  |               |
| 2024 Detaily | Kypr            | Itálie                           | 3:0                              | Portugalsko                      | Dánsko a Srbsko                  | Dánsko a Srbsko                  | Dánsko a Srbsko                  |                                  |               |
| 2025 Detaily | Albánie         |                                  |                                  |                                  |                                  |                                  |                                  |                                  |               |
| 2026 Detaily | Estonsko        |                                  |                                  |                                  |                                  |                                  |                                  |                                  |               |
| 2027 Detaily | Lotyšsko        |                                  |                                  |                                  |                                  |                                  |                                  |                                  |               |

## Úspěchy
| Země                 | Vítězství                                                | Druhé místo                            | Třetí místo*               | Čtvrté místo*                          | Semifinále*          |
| -------------------- | -------------------------------------------------------- | -------------------------------------- | -------------------------- | -------------------------------------- | -------------------- |
| Španělsko            | 9 (1986, 1988, 1991, 1997, 1999, 2001, 2007, 2008, 2017) | 6 (1992, 1995, 2003, 2004, 2010, 2016) | 3 (1985, 1998, 2006)       | 2 (1989, 2002)                         | 2 (2019, 2023)       |
| Portugalsko          | 6 (1989, 1995, 1996, 2000, 2003, 2016)                   | 2 (1988, 2024)                         | 1 (2004)                   | 3 (1990,1992, 1998)                    | 1 (2014)             |
| Německo SRN          | 4 (1984, 1992, 2009, 2023)                               | 5 (1982, 1989, 1991, 2011, 2012)       | 4 (1988, 1995, 1997, 1999) | 6 (1985, 1986, 1888, 2006, 2016, 2017) |                      |
| Nizozemsko           | 4 (2011, 2012, 2018, 2019)                               | 3 (2005, 2009, 2014)                   | 1 (2000)                   |                                        | 2 (2008, 2016)       |
| Francie              | 3 (2004, 2015, 2022)                                     | 5 (1996, 2001, 2002, 2008, 2023)       | 2 (1987, 1989)             | 3 (1991, 1993, 1995)                   | 3 (2007, 2010, 2019) |
| Rusko Sovětský svaz  | 3 (1985, 2006, 2013)                                     | 2 (1984, 1987)                         | 1 (1986)                   | 1 (2015)                               |                      |
| Anglie               | 2 (2010, 2014)                                           | 2 (2007, 2017)                         | 2 (1984, 2002)             | 3 (2001, 2003, 2004)                   | 2 (2011, 2018)       |
| Turecko              | 2 (1994, 2005)                                           |                                        |                            | 1 (1987)                               | 2 (2008, 2010, 2017) |
| Itálie               | 2 (1982, 2024)                                           | 6 (1986, 1993, 1998, 2013, 2018, 2019) | 2 (1992, 2005)             |                                        | 1 (2009)             |
| Česko Československo | 1 (1990)                                                 | 2 (2000, 2006)                         | 1 (1993)                   | 1 (1999)                               |                      |
| Polsko               | 1 (1993)                                                 | 1 (1999)                               | 1 (1990)                   |                                        | 2 (2012, 2023)       |
| Švýcarsko            | 1 (2002)                                                 |                                        |                            | 1 (1997)                               | 1 (2009)             |
| Irsko                | 1 (1998)                                                 |                                        |                            |                                        |                      |
| Řecko                |                                                          | 1 (1985)                               | 1 (1991)                   | 2 (1996 ,2000)                         |                      |
| Rakousko             |                                                          | 1 (1997)                               | 1 (2003)                   | 1 (1994)                               |                      |
| Jugoslávie Srbsko    |                                                          | 1 (1990)                               | 1 (1982)                   | 1 (1984)                               | 2 (2022, 2024)       |
| Dánsko               |                                                          | 1 (1994)                               |                            |                                        | 2 (2011, 2024)       |
| Chorvatsko           |                                                          |                                        | 1 (2001)                   | 1 (2005)                               |                      |
| Izrael               |                                                          |                                        | 1 (1996)                   |                                        |                      |
| Ukrajina             |                                                          |                                        | 1 (1994)                   |                                        |                      |
| Finsko               |                                                          |                                        |                            | 1 (1982)                               |                      |
| Belgie               |                                                          |                                        |                            |                                        | 3 (2007, 2015, 2018) |
| Gruzie               |                                                          |                                        |                            |                                        | 1 (2012)             |
| Slovensko            |                                                          |                                        |                            |                                        | 1 (2013)             |
| Švédsko              |                                                          |                                        |                            |                                        | 1 (2013)             |
| Skotsko              |                                                          |                                        |                            |                                        | 1 (2014)             |